# Den välsignade jungfru Marias insomnandes ortodoxa kyrka, Barlinek
Den välsignade jungfru Marias insomnandes ortodoxa kyrka, (polska: Cerkiew Zaśnięcia Najświętszej Maryi Panny) också benämnd som Den heligaste Theotokos ortodoxa kyrka, (Cerkiew pod wezwaniem Zaśnięcia Przenajświętszej Bogurodzicy) är en polsk-ortodox kyrkobyggnad belägen i staden Barlinek, i Powiat myśliborski distrikt i Västpommerns vojvodskap, i västra Polen.
Kyrkan är helgad åt Guds moders avsomnande och tillhör Wrocławs och Szczecins stift.

## Historik
Den välsignade jungfru Marias insomnandes ortodoxa kyrka byggdes under 1800-talet, men ursprungligen som en evangelisk kyrka. Den överlämnades år 1947 till den Polsk-ortodoxa kyrkan.
År 2016 påbörjades renoveringar av kyrkan. Efter renoveringarna invigdes byggnaden den 5 juni 2021.
Kyrkan registrerades som ett monument den 2 april 2007.

## Inventarier
Inne i kyrkan finns en ikonostas som tillverkades under 1800-talet, som flyttades från Kiev i Ukraina.

## Bilder

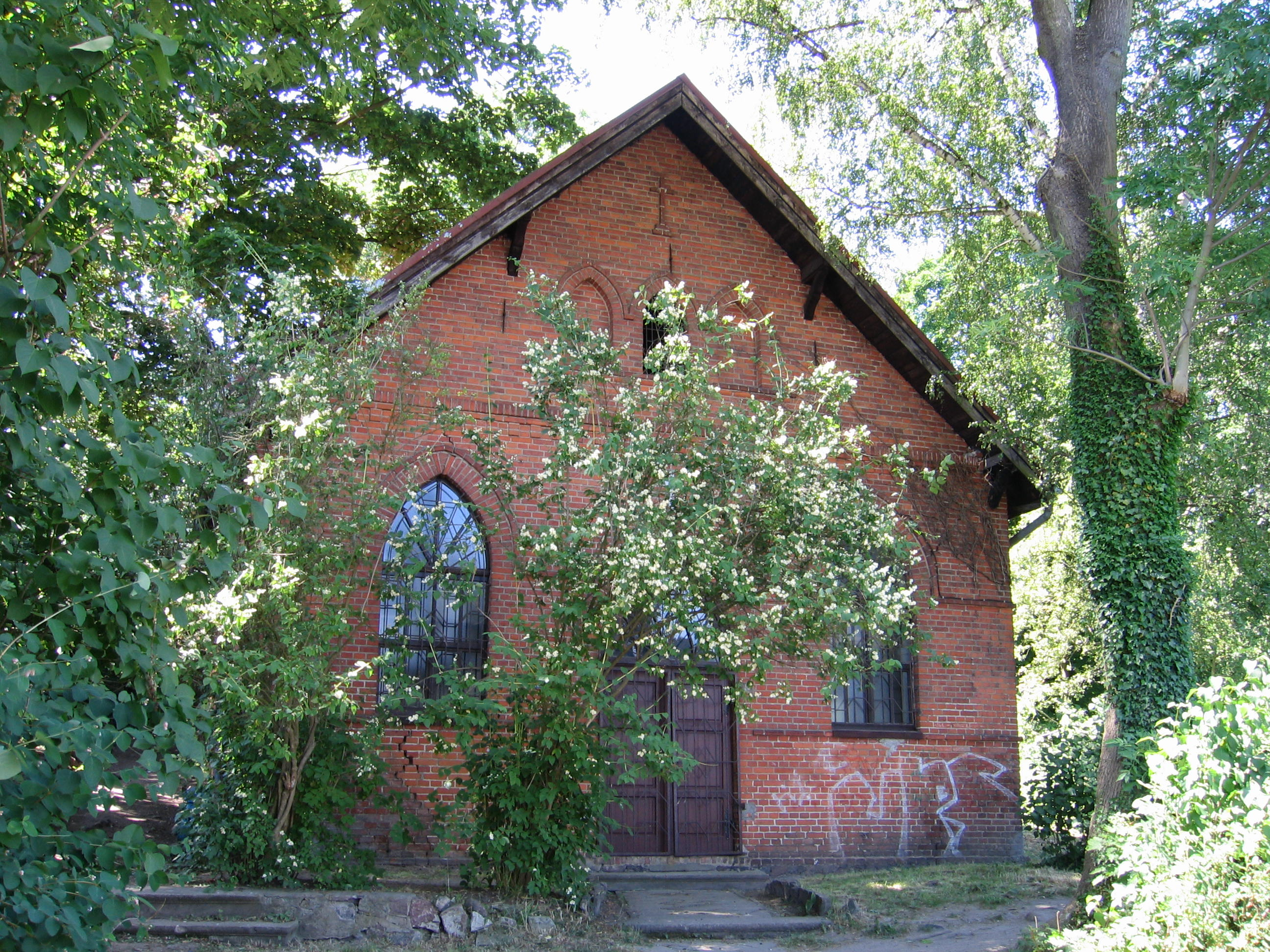
Kyrkan framifrån.
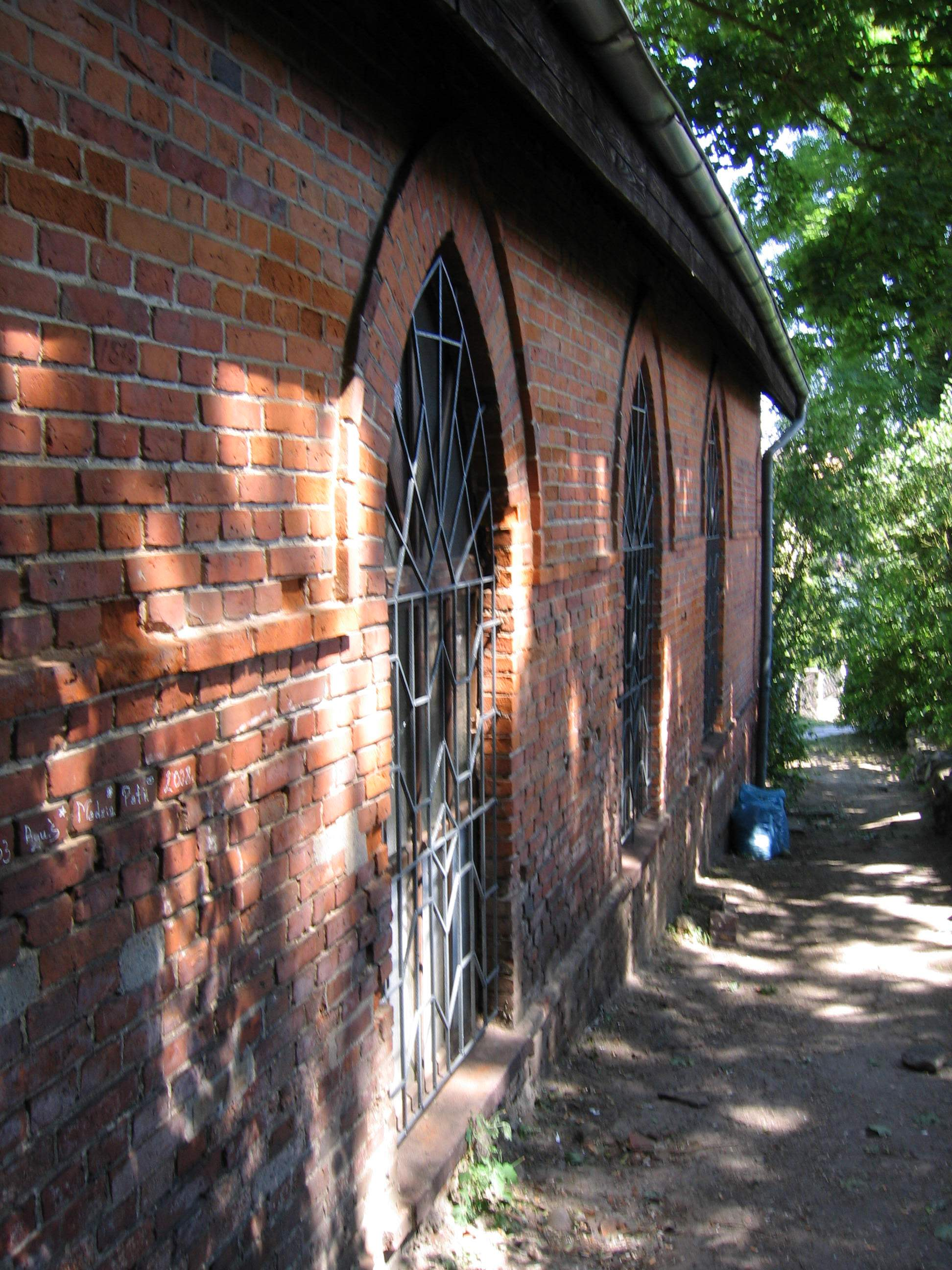
Del av exteriören/fasaden.